# ヤマーマ大学
ヤマーマ大学 (英語: Al Yamamah University、アラビア語: جامعة اليمامة、略称：YU) はサウジアラビアのリヤドにある私立大学である。ヤマーマ大学はサウジアラビア高等教育省に承認されている。ヤマーマ大学は、1957年リヤドに初の私立学校であるAl-Tarbiyah Al-Namouthajiyah学校 (アラビア語: مدارس التربية النموذجية) を設立したAl Khudair家により創設された。

## 概要
大学は継続教育・コミュニティサービス学科及び経営学科、コンピュータ情報システム学科で構成されており、男女両方の学生を受け入れている。カリキュラムや教育プログラムの拡充、そして大学に所属する生徒に対し情報交換の機会を提供することを目的として、他の複数の高等教育機関と教育提携を行なっている。
ヤマーマ大学の学生はサウジアラビア高等教育省の財政支援対象になっている。

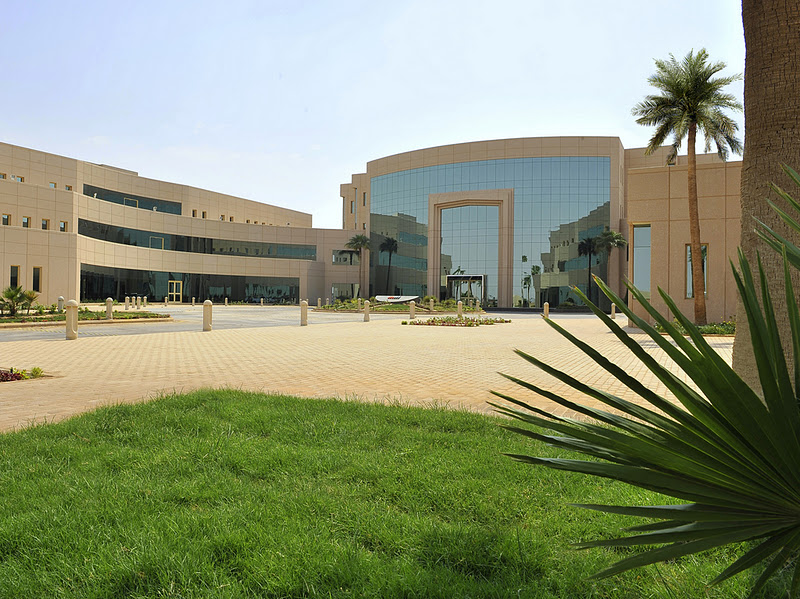
ヤマーマ大学のメインキャンパス

## 歴史
ヤマーマ大学は2001年にヤマーマ・カレッジ (YC) として運用が開始され、2004年には初の男子学生が、2006年には初の女子生徒が入学した。2008年12月、アブドゥッラー国王の命によりカレッジから総合大学へと昇格した。
ヤマーマ大学初の卒業式は当時リヤード州副知事であったサッターム王子後援のもと2009年6月に開催された 。
2009年11月、新しい女性用キャンパス大学開設を祝うリボンカットのセレモニーがアーディラ王子支援のもと開催された。

## 教育内容

### 経営学科
経営学科では大学・大学院双方で学位を提供している。大学生は会計、金融、保険、経営情報システム、マーケティング、品質管理などの科目を受講することで経営学 (BBA) の学士号を取得することができる。大学院ではエグゼクティブMBAプログラム (EMBA)と通常のMBAプログラムの双方を受講可能である。

### コンピュータ情報システム学科
コンピュータ情報システム学科では大学では理学士 (BSc.) の学位を提供しており、e-コマース、グラフィック、マルチメディア、ネットワーク、セキュリティ、プログラミング、データベースなどの科目を受講可能である。

### 継続教育・コミュニティサービス学科
継続教育・コミュニティサービス学科は訓練プログラムとエグゼクティブコースを開設しており、個人や法人の顧客に対する個人職業訓練プログラムを提供している。
ヤマーマ大学では英語が教育の主要言語として用いられる一方で、継続教育・コミュニティサービス学科が提供しているいくつかのコースではアラビア語で教育が行われている。

## 認証評価
ヤマーマ大学はサウジアラビア高等教育省による承認を受けており、学位認定論文審査国家委員会 (NCAAA) による認証評価を受けている。経営学科はAssociation to Advance Collegiate Schools of Business (AACSB) のメンバーである。

## キャンパス
ヤマーマ大学はリヤド北部のアル・カーシム・ハイウェイ付近に位置する。イスラム教の伝統やサウジアラビアの社会慣習に則り、大学内で男性用と女性用のキャンパスは隔離されている。
男性用のキャンパスは学科施設と教員施設、教室、コンピュータ室、VIPルーム、2つの小講堂のある大学のメインキャンパスから成り立っている。また、SABB投資研究センターやマイクロソフトイノベーションセンターも設置されている。他にも独立した大学施設として、大学の中央図書館、1,000人収容の大講堂、モスクなどもある。スポーツやレクリエーションのための施設として、学生は観客席のある屋外のサッカーコートやバスケットボールコート、テニスコート、陸上トラックなどを使用可能である。キャンパスにはサッカーやバスケットボール用の屋内トレーニング施設やジム、エクササイズマシン、ボウリング場なども備わっている。
女性用キャンパスにもほぼすべての学問やスポーツ、レクリエーション施設が備わっている。現代的な教育施設や研究室に加え、女性用の図書館分館やジム、ボウリング場も設置されている。
2011年時点で、ヤマーマ大学は施設拡張を行なっている。